# Widen
Widen is een gemeente en plaats in het Zwitserse kanton Aargau en maakt deel uit van het district Bremgarten.
Widen telt 3.540 inwoners.